# Enrico Cardile
Enrico Cardile, född 5 april 1975, är en italiensk ingenjör som kommer att vara CTO för det brittiska Formel 1-stallet Aston Martin F1 från och med 2025.
Han avlade en examen i flyg- och rymdteknik vid universitetet i Pisa. Efter studierna fick Cardile en anställning hos bilmärket Ferrari och arbetade som avdelningschef för deras avdelning för termik. Han var också involverad i utvecklingen av olika racingvarianter av bilen Ferrari 458 Italia. År 2016 blev han överförd till Ferraris F1-stall Scuderia Ferrari och blev chef för avdelningen som skötte utvecklingen av aerodynamik. Tre år senare befordrades Cardile till att bli avdelningschef för hela aerodynamikavdelningen. År 2020 tog han över som chef för Ferraris avdelning för prestandautveckling. I januari 2021 utsågs Cardile till att vara chef för chassin och därmed fick yrkestiteln teknisk direktör. Den 9 juli 2024 blev det offentligt att Cardile hade lämnat Ferrari i förmån om att bli ny CTO för Aston Martin F1 från och med 2025.